# Pregnenolone
Pregnenolone (3β-hydroxypregn-5-en-20-one), còn được biết đến là P5, là một hoócmôn steroid nội sinh. Nó là tiền chất của các progestogen, các corticoid khoáng, các glucocorticoid, các androgen, và các estrogen, cũng như là các steroid hoạt hóa thần kinh. Thêm vào đó, chính pregnenolon cũng có hoạt tính sinh học riêng là một steroid thần kinh.

## Hóa học
Như các steroid khác, pregnenolon bao gồm 4 vòng hydrocarbon liên kết với nhau. Nó chứa các nhóm chức ceton và hydroxyl, hai nhánh methyl, và một liên kết đôi ở C5, trong vòng hydrocarbon B. Giống như nhiều hoócmôn steroid, prenonolon kị nước. Dạng ester hóa của nó, pregnenolon sulfat, tan được trong nước.

## Sinh học

### Hoạt động hướng hoócmôn
Pregnenolon còn sinh tổng hợp ra testosteron và các hormone vỏ tuyến thượng thận như cortisol, aldosteron.
Khi ở tuổi 35 trở lên, hàm lượng sinh tổng hợp pregnenolon trong cơ thể bị giảm sút dẫn đến hàm lượng estradiol, progesteron cũng giảm sút theo. Hậu quả là chị em gặp phải nhiều triệu chứng bất lợi về thần kinh, tuần hoàn, và suy giảm ham muốn quan hệ tình dục. Ở tuổi tiền mãn kinh, nhiều chị em xuất hiện chứng bốc hoả, lo âu, bứt rứt, da nhăn, xường giòn, có người còn còng lưng, âm đạo khô rát.....
Để cải thiện các triệu chứng bất lợi đó thì hiệu quả nhất là bổ sung các tiền hormone để cơ thể tự sản sinh ra estradiol và progesteron theo số lượng mà cơ thể cần thiết. Biện pháp đó là bổ sung pregnenolon. Biện pháp này hiệu quả và an toàn vì không trực tiếp bổ sung estradiol và progesteron mà bổ sung tiền chất của chúng.
Để chống lão hoá, bảo vệ, nâng cao sức khỏe cho nữ giới, ở Mỹ, Canada và nhiều nước giàu có khác đã sử dụng biện pháp bổ sung hormone cho nữ giới. Hàng chục triệu phụ nữ có tuổi đã ứng dụng biện pháp này và kết quả là nâng cao được sức khỏe, kéo dài được tuổi thanh xuân và tuổi thọ. Hiện nay, biện pháp sử dụng pregnenolon kết hợp với các phytoestrogen (từ đậu tương, củ săn dây, cỏ ba lá đỏ......) và một số cây cỏ khác đang được sử dụng rộng rãi ở Bắc Mỹ, Tây Âu, Nhật Bản, Úc......
Bản thân pregnenolon có hoạt tính làm tăng cường các chức phận hoạt động của não, làm tăng trí nhớ do bị giảm sút ở tuổi già, chống stress, góp phần nâng cao sức khỏe. Pregnenolon còn có tác dụng chống viêm, chống thấp khớp. Từ thập kỷ 40 của thế kỷ trước, pregnenolon đã được chính thức làm thuốc để điều trị thấp khớp, viêm khớp. Đã có những nghiên cứu lâm sàng về pregnenolon với các liều 500 mg/ngày dùng cho người lớn liên tục trong 30 tuần mà vẫn an toàn.
Trong công nghiệp dược, pregnenolon được sản xuất từ nguyên liệu dioscin có trong một số cây họ củ mài như củ mài đắng.
Xin nhắc lại, pregnenolon là chất có trong não và vỏ tuyến thượng thận, nhưng hàm lượng nhỏ. Pregnenolon bán tổng hợp từ dioscin có hoạt tính tương tự như pregnenolon có trong cơ thể người nhưng giá thành rẻ hơn và có thể sản xuất với số lượng lớn.
Pregnenolon và dehydro pregnenolon từ củ mài đắng còn làm nguyên liệu để sản xuất nhiều loại thuốc chống tránh thai. Pregnenolon có tác dụng bổ sung, thay thế, cân bằng nội tiết cho cơ thể nữ giới. Bản thân pregnenolon có tác dụng chống oxy hóa, chống lão hoá, chống viêm, tăng cường các chức phận hoạt động của não bộ.